# Gare de Monaco
Ne doit pas être confondu avec Gare de Monaco-Monte-Carlo.
La gare de Monaco, ou gare de Monaco-Monte-Carlo après 1965, est une ancienne gare ferroviaire de la ligne de Marseille-Saint-Charles à Vintimille (frontière), située sur le territoire de la Principauté de Monaco. Ouverte en 1868, elle est fermée en 1999 et détruite peu après. Elle ne doit pas être confondue avec l'actuelle gare de Monaco-Monte-Carlo.

## Histoire

Carte montrant l'évolution des infrastructures ferroviaires de Monaco.

Les travaux du réseau de la ligne de Marseille jusqu'à Menton et à la frontière italienne progressent d'année en année. Cependant en raison du relief difficile, les opérations sont lancées après les signatures de plusieurs conventions. La première, signée entre Napoléon III, empereur des Français, et Charles III de Monaco en février 1861, et la seconde entre la France et l'Italie, le 7 mai 1862. Le tracé est concédé par décret du 11 juin 1863 à la Compagnie Paris-Lyon-Méditerranée. La section Nice – Monaco est la plus difficile à construire : elle cumule à elle seule 4 320 m de tunnels. Les travaux sont lancés en 1864 ; le tronçon est ouvert entre Nice et la station de Monaco, à l'entrée de la Principauté de Monaco le 19 octobre 1868 : cinq trains relient les deux gares en quarante-cinq minutes de moyenne. À cette époque, la population monégasque dépasse à peine les 1 200 habitants tandis que le tourisme est en pleine ascension.
Dans les années 1950, un tunnel est construit sur la ligne de Marseille à Vintimille afin de dévier la voie plus au nord. La gare de Monte-Carlo est fermée en 1965 et la gare de Monaco est rebaptisée gare de Monaco-Monte-Carlo.
Mais le Prince de Monaco tient à récupérer les emprises ferroviaires situées à l'ouest du tunnel construit dans les années 1950. Une nouvelle déviation est donc mise en œuvre. Le tunnel et la nouvelle gare de Monaco-Monte-Carlo sont ouverts en 1999. L'ancienne gare est alors désaffectée et les infrastructures sont détruites peu après. Cette nouvelle opération permet de libérer quatre autres hectares de terrain, qui font l'objet d'un schéma directeur d'urbanisme avec l'édification de 135 000 m2 de planchers,

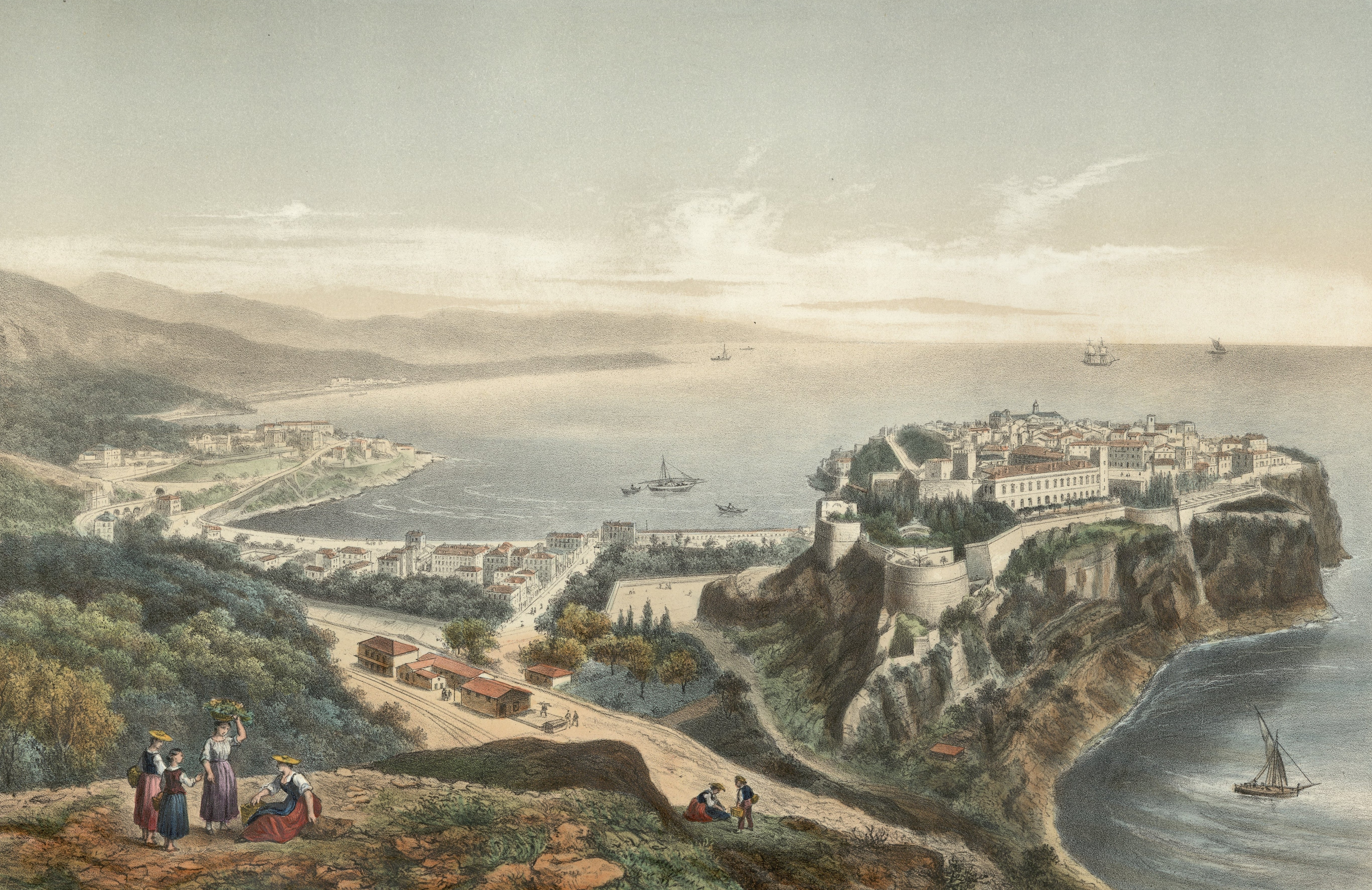
Vue sur Monaco et sa gare, vers 1870.
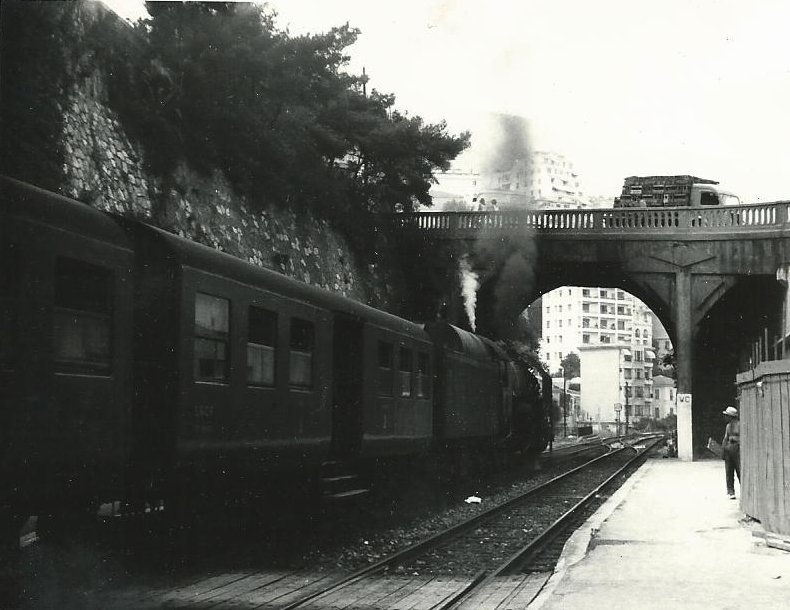
Un train quitte la gare de Monaco, en 1965.
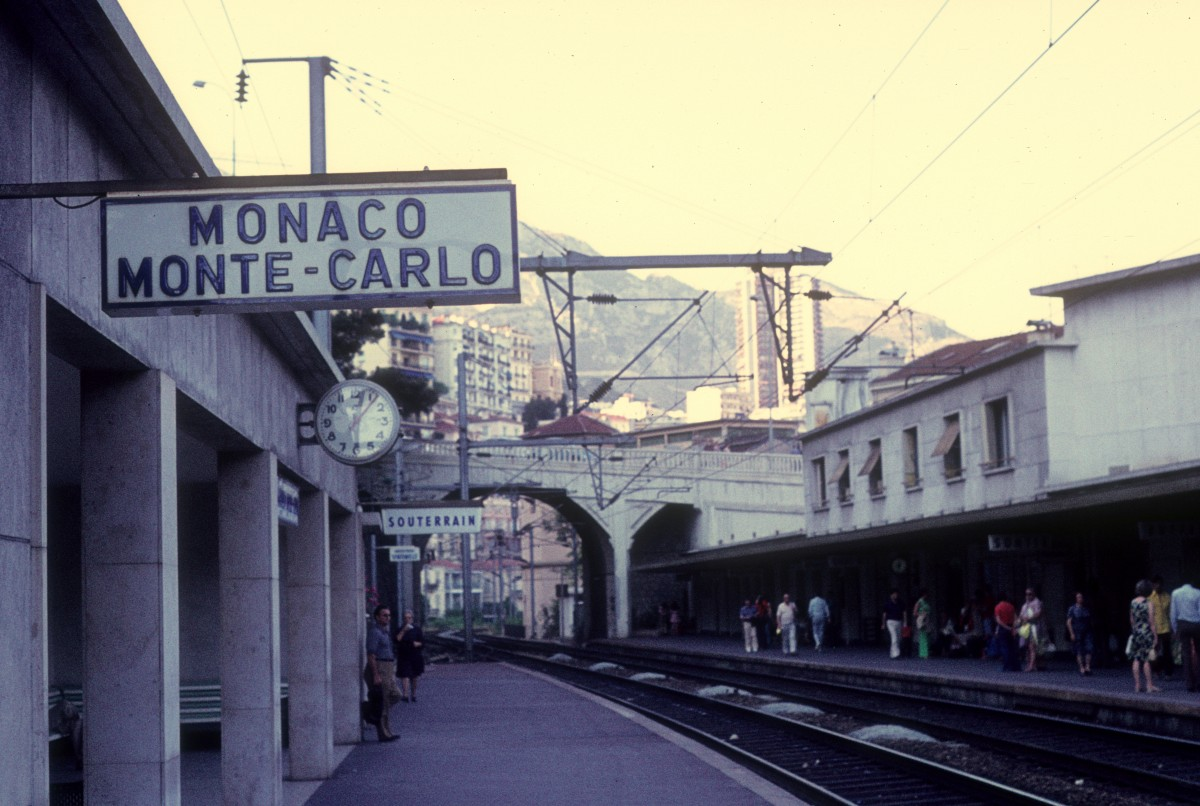
La gare de Monaco-Monte-Carlo, en 1974.